# ConnectBot
ConnectBot es un cliente SSH de código abierto para el sistema operativo Android.  Este permite a los usuarios iniciar sesión de manera segura en un servidor SSH. Esto permite a los usuarios introducir desde el dispositivo Android y ejecutarlos en el servidor en vez del dispositivo. Este usa el estándar de cifrado usado por SSH2 para cuidar que los comandos y los datos sean transmitidos de manera segura, y libre de cualquier amenaza posible existente en la red.

## Características
- Soporta inicio de sesión con usuario y contraseña a cualquier servidor en la red local o internet
- Soporta conexiones basadas en el uso de una clave pública en vez de usuario y contraseña
- Permite guardar a los servidores frecuentes en un menú, para poder reconectarse luego
- Otras aplicaciones instaladas pueden usar ConnectBot como un agente SSH (como el cliente de git Agit[1]) así que otros programas pueden pasar datos y comandos al servidor

Una vez que la conexión haya sido establecida con el servidor remoto, el programa presenta al usuario una terminal para enviar/recibir datos.

## Recepción
ConnectBot es el cliente SSH más popular disponible para Android, con más de 1,000,000 descargas y más de 30,000 calificaciones en Google Play.

### Tutoriales y revisiones
- AppBrain
- Video Tutorial
- Arbi Tutorial
- Android Police Tutorial

- Datos: Q209841